# Tatort: Dschungelbrüder
Dschungelbrüder ist ein Fernsehfilm aus der Fernseh-Kriminalreihe Tatort der ARD und des ORF. Es ist der neunte gemeinsame Fall des Berliner Ermittlerduos Ritter und Stark.

## Handlung
Der Rastafari Koffi tritt seinen nächtlichen Putzdienst im „Internationalen Handelszentrum“ an. Bevor er seine Arbeit beginnt, fordert er von seinem Chef Kurt Kremlin eine Gehaltserhöhung – ansonsten werde er einen Betriebsrat gründen. Beim Staubsaugen steht plötzlich der nervöse Vater seiner Freundin Freda Amadou vor ihm und bietet ihm einen Deal an: Er beendet die Freundschaft zu seiner Tochter und bekommt im Gegenzug neue Papiere, einen Studienplatz und „eine angemessene Entschädigung“. Koffi entgegnet ganz locker, dass es mit der Aufenthaltsgenehmigung sowieso kein Problem ist, da sie heiraten wollen und ein Kind erwarten. Voller Aggression schubst Willi Amadou ihn durchs Fenster des 8. Stocks. Der Fensterputzer Taribo George verfolgt die ganze Szene und möchte seinem Chef nach Dienstschluss etwas mitteilen. Dieser blockt ab. Er findet den Toten neben seinem Lieferwagen. Einen toten Schwarzarbeiter kann Kremlin so gar nicht gebrauchen. Kurz entschlossen schafft er ihn beiseite und entdeckt dabei in dessen Hand eine Anstecknadel von einem Golfclub. Er bringt die Leiche zum Flughafen und legt sie in einer Grünanlage ab, wo am nächsten Morgen Ritter, Stark und Weber die Ermittlungen aufnehmen.
Taribo George schildert der aufgelösten Freda seine Beobachtungen, kann aber keine eindeutigen Hinweise geben, wer der Täter gewesen sein könnte.
Die ersten Erkenntnisse der Polizei weisen auf einen Sturz aus großer Höhe nach einer Auseinandersetzung hin. Stark bekommt vom Leiter des Asylantenheims einen Hinweis auf Taribo George, der ein Kumpel von Koffi war, und die Chefin des Salons „Diallo“ führt die Kommissare zu Freda Amadou. Nach einigem Zögern schickt Freda Kommissar Ritter zu Kremlin. Freda gibt vor, Taribo George nicht zu kennen.
Willi Amadou feiert seinen 50. Geburtstag im Golfclub. Seine Tochter ist währenddessen nicht gerade in Feierstimmung und verlässt den Club vorzeitig. Kremlin spricht Amadou auf dem Fairway an und macht ihm klar, dass er wisse, dass es einen Zeugen seiner Tat gibt. Er fordert Schweigegeld und gemeinsame Geschäfte mit Amadou, dem er die Anstecknadel präsentiert, die er beim Opfer gefunden hat. Amadou erwartet aber im Gegenzug das Auffinden des Zeugen. 
Beim Eintreffen der Kommissare spielt Kremlin den Unwissenden. Erst als er mit Menschenhandel in Verbindung gebracht wird, lenkt er ein und zeigt sich ein wenig kooperativer. Richtig weiter bringt die Kommissare das „Postamt“ bei Madame Diallo, wo sich ein Brief an Taribo George befindet. In der Zwischenzeit erörtern Freda und Taribo gemeinsam mit der Studentenberatung die Möglichkeiten und kommen auf die Idee, Willi Amadou um Unterstützung zu bitten. Auf der Suche nach Taribo erscheinen Ritter und Stark an der Uni. Trotz kurzer Flucht können sie Taribo stellen. Er kooperiert und schildert alles, was er gesehen hat, kann aber noch nicht so richtig überzeugen. Dennoch kommt er kurze Zeit später gegen eine Kautionszahlung auf freien Fuß und wird von Freda in Amadous Ferienwohnung gebracht. Dies wird von Kremlin beobachtet.
Amadou zahlt an Kremlin das geforderte Schweigegeld. Nachdem er von Kremlin auch die Adresse des Verstecks des Zeugen erfährt, erschießt er „Mr. Clean“ kurzerhand. Taribo erkennt in der Ferienwohnung auf einem Familienbild den Mörder von Koffi. Rechtzeitig bevor Amadou Taribo umbringen kann, erscheinen die Kommissare.

## Hintergrund
Dschungelbrüder wurde von ProVobis Film im Auftrag des Rundfunk Berlin-Brandenburg (RBB) produziert.

## Rezeption

### Einschaltquoten
Bei seiner Erstausstrahlung am 26. Oktober 2003 wurde die Folge Dschungelbrüder in Deutschland von 6,51 Millionen Zuschauern gesehen, was einem Marktanteil von 17,90 Prozent entsprach.

### Kritik
Tilmann P. Gangloff von tittelbach.tv meint zu diesem Tatort: „‚Dschungelbrüder‘ von Lars Becker will Spannung mit Anspruch verbinden: Angeklagt werden die illegale Beschäftigung von Asylbewerbern, die an Menschenhandel grenzt, und die Lebensumstände von Schwarzafrikanern in Deutschland. Seinen Reiz verdankt der ‚Tatort‘ in erster Linie den Dialogen von Ritter und Stark, der genauen Milieu-Zeichnung und dem unnachahmlichen Armin Rohde, dessen Putzteufel jede Menge Dreck am Stecken hat.“
Beim Tagesspiegel schreibt Alva Gehrmann: „Der Berliner Tatort ‚Dschungelbrüder‘ ist ein typischer Becker-Film: Er porträtiert darin Milieus, und er spielt mit Klischees (Afrikaner arbeiten illegal in einer Putzkolonne) – um sie dann zu brechen. Denn es gibt da auch den erfolgreichen, schwarzen Bauunternehmer Willi Amadou, der nicht will, dass sich seine Tochter mit einem schwarzen Fensterputzer einlässt. ‚Rassismus von der anderen Seite‘, nennt Becker das. Von den Alltagsproblemen schwarzer Deutscher zu erzählen, ist ihm ein persönliches Anliegen, da die Familie seiner Frau aus Eritrea kommt.“
Die Kritiker der Fernsehzeitschrift TV Spielfilm schreiben: „Milieuzeichnung ohne Schwarz-Weiß-Malerei.“